# 아크탈
아크탈(19/640년 ~ 92/708년)은 아라비아의 우마이 아조 시대의 시인의 한 명이다. 자리르, 파라즈닥과 더불어 고대 아라비아어의 유목 시인들의 기풍을 이어받은 3대가 가운데 한 명이다.
아크탈은 이라크 출생이며 다그리브족 사람이다. 술과 가수(歌手)를 사랑하였으나 일면 경건한 기독교인이었으며, 칼리프 아브돌 말리크(재위, 685-705)의 우대를 받았지만 이슬람으로 개종하지 않고 또 다마스커스의 사치스러운 도시 생활에도 싫증을 느껴 유목민의 생활을 즐겼다.